# Стодола

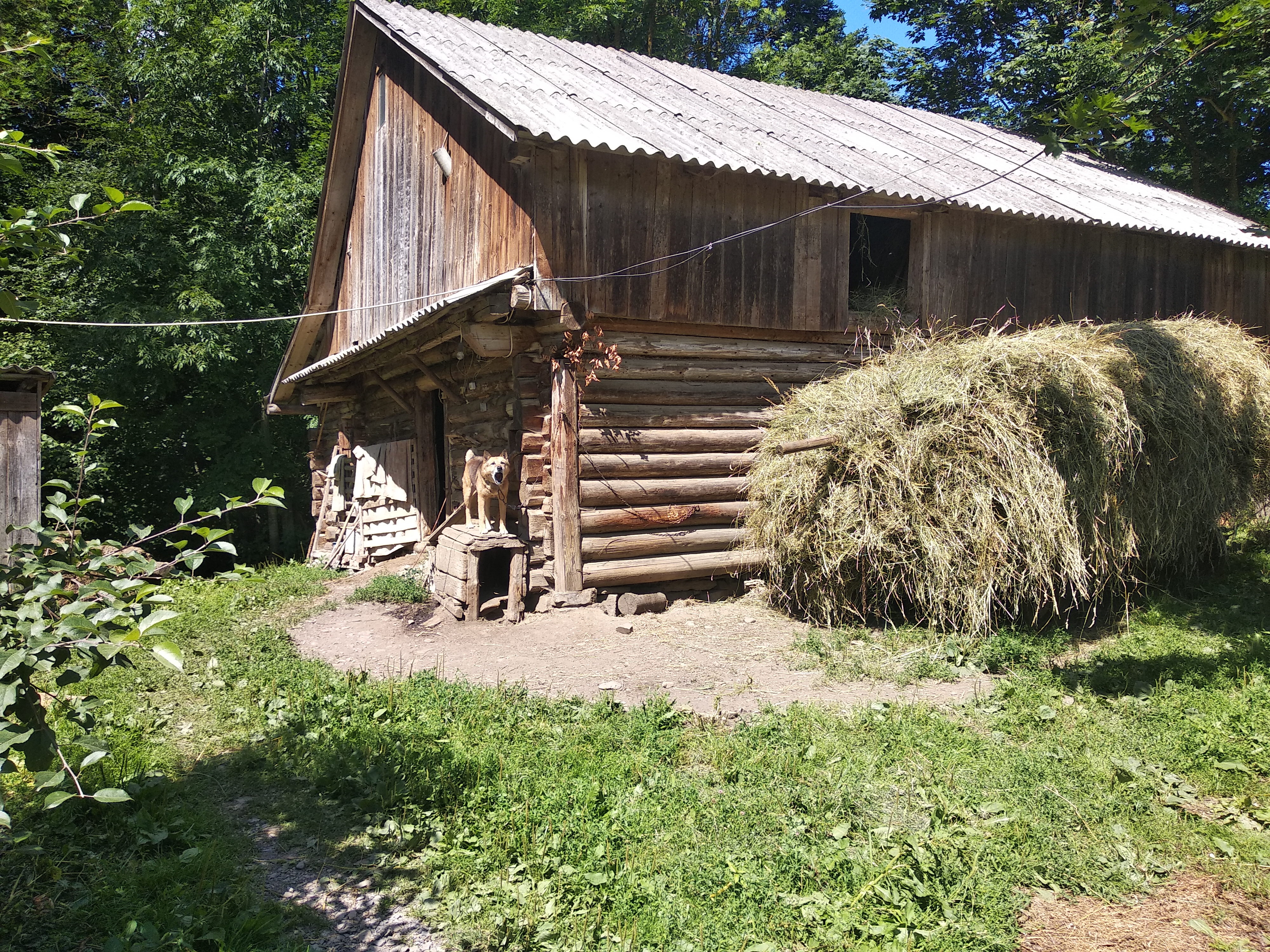
Сіно, закріплене зверху мотузкою, привезене возом до стодоли. Село Верхній Студений. Бойківщина.

Стодо́ла — будова для зберігання снопів, сіна, полови тощо, а також для молотьби, віяння і таке інше; клу́ня.

## Етимологія слова
В. І. Даль в «Тлумачному словнику» наводить слова «клуня» і «стодола» (останнє — також зі значенням «повітка для возів і худоби») з позначкою «западнорусское» (тобто білоруське або українське).
Відповідно до «Етимологічного словника української мови» слово стодола (варіант стодоля), ймовірно, є давнім запозиченням із польської (stodoła) або чеської (stodola) мови, де сходить до давн.в-нім. stadal. Слово «клуня» є запозиченням із балтійських мов: пор. лит. kluonas («тік», «стодола», «клуня»), утворене від слова kloti — «слати», «простилати», «класти».

## У господарстві

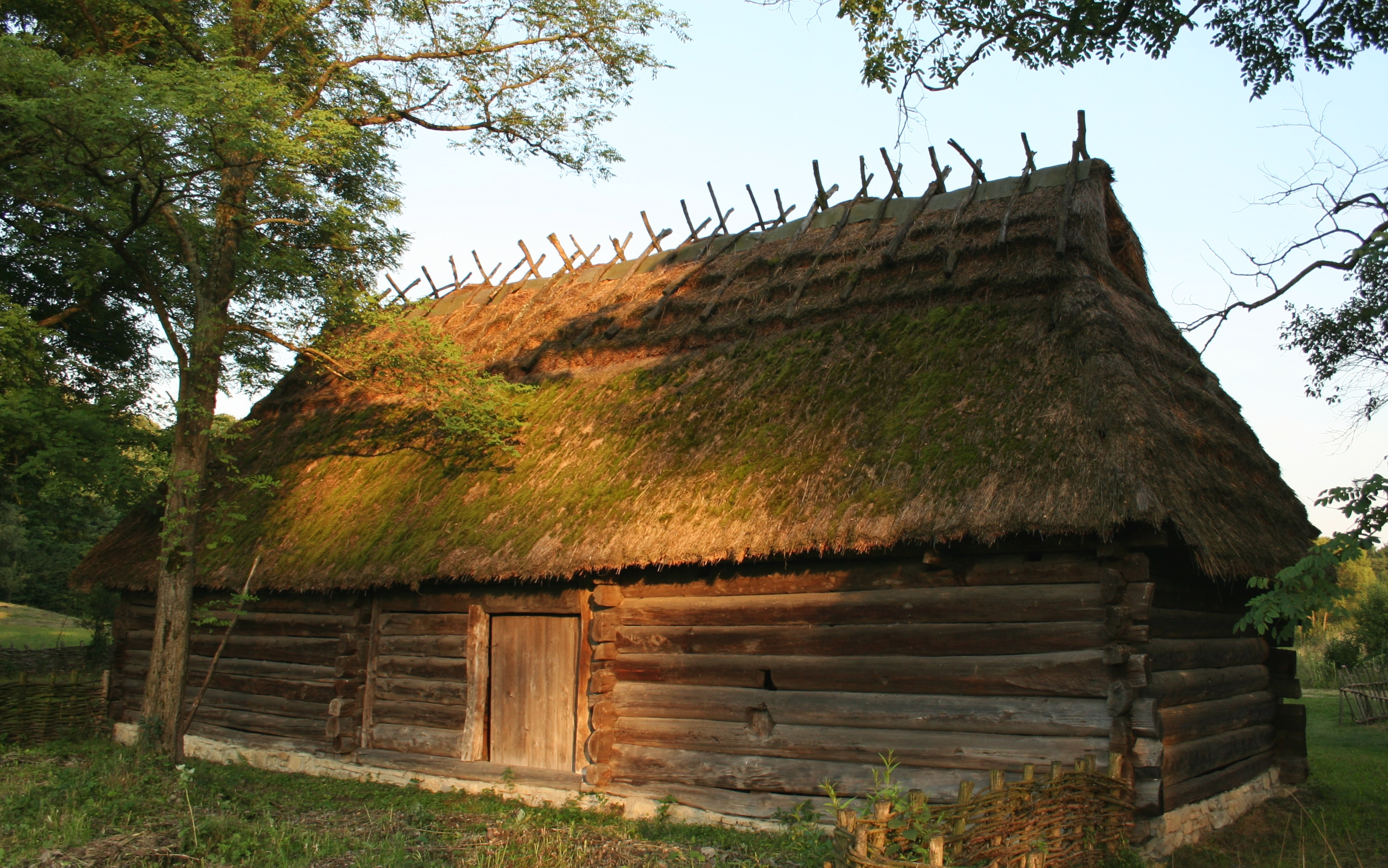
Стодола з села Ящев. Музей народної архітектури, Сянік, Польща

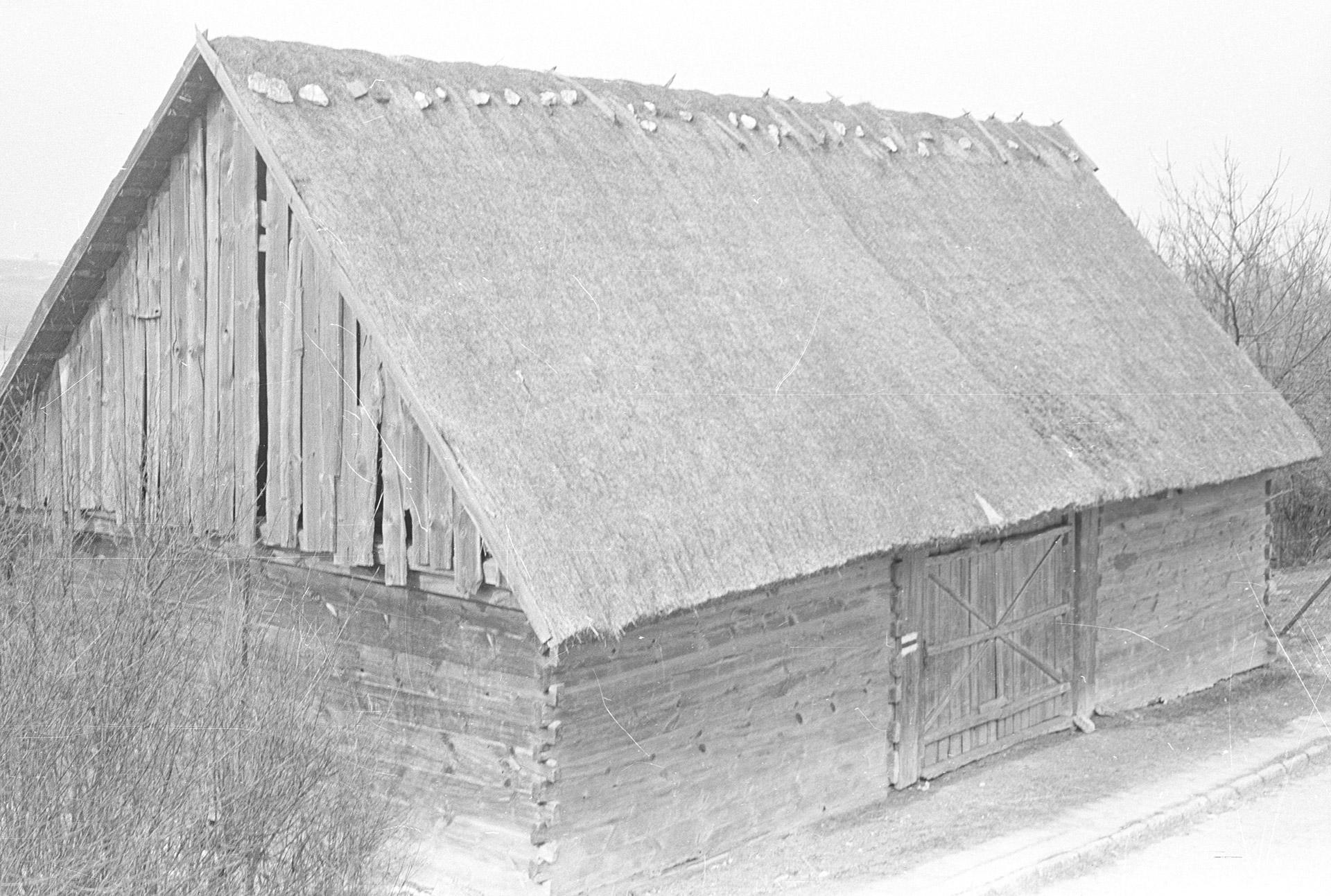
Стодола, ворота на дерев'яних завісах, Польща.

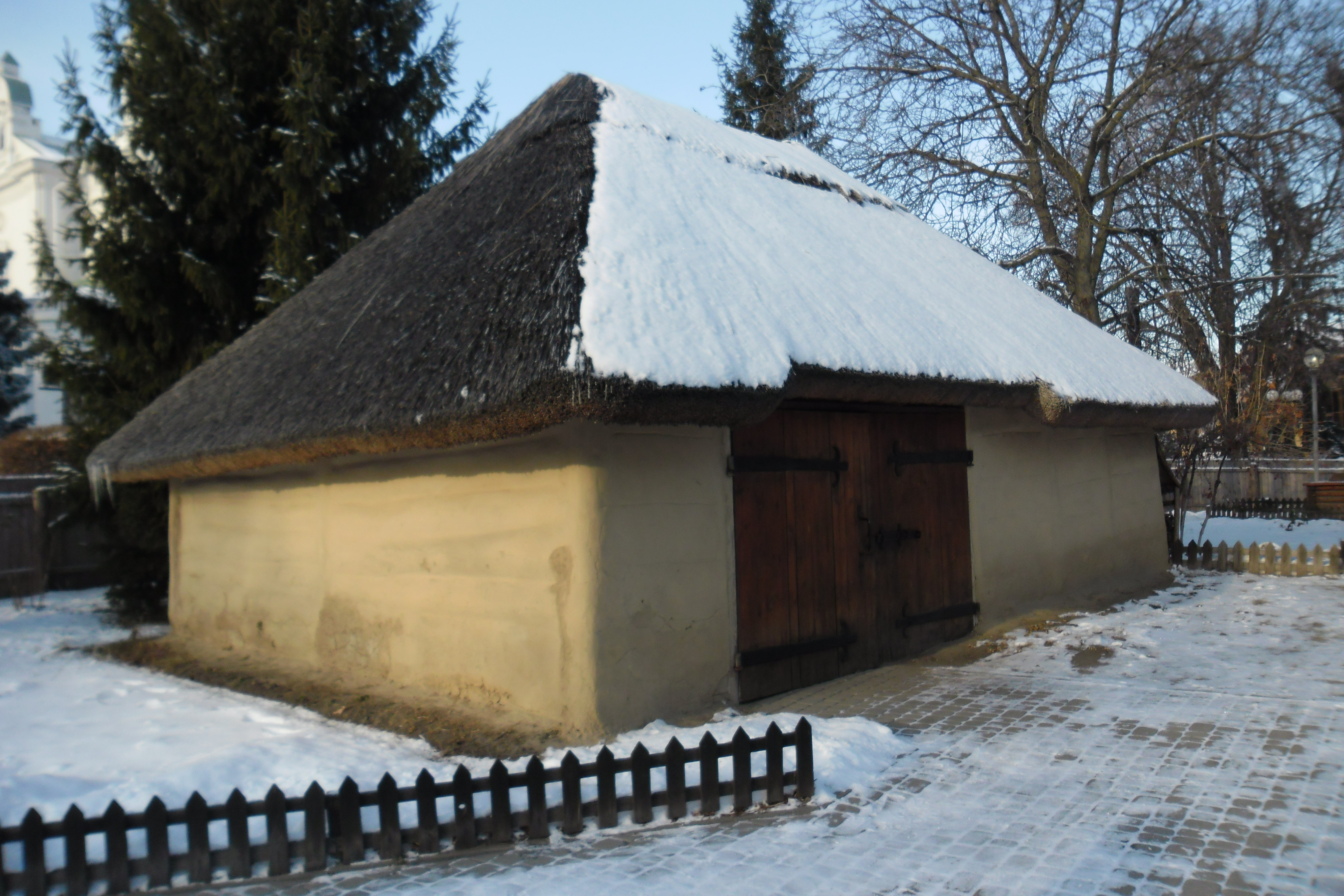
Господарське приміщення (клуня) на території садиби Івана Котляревського у Полтаві.

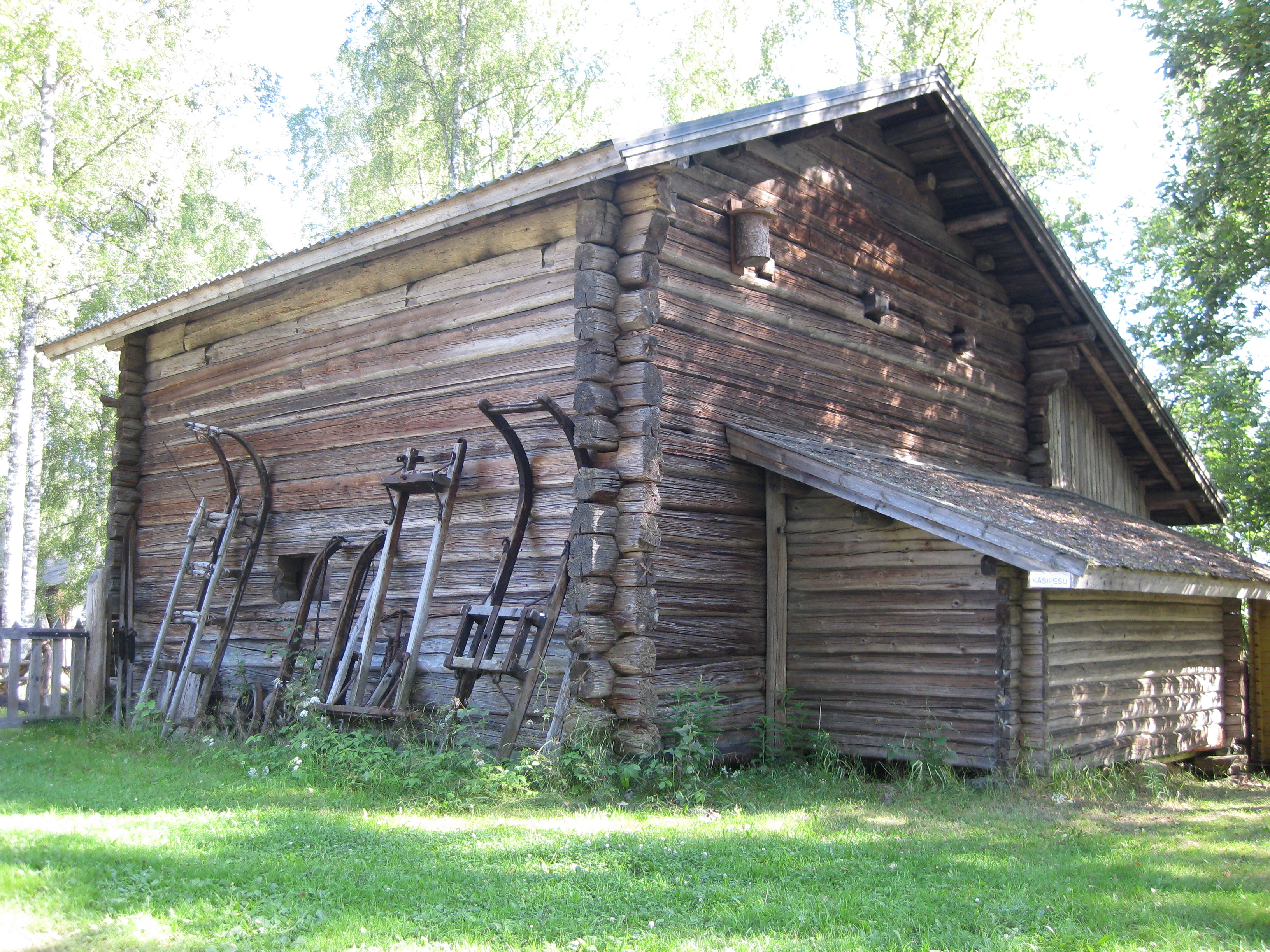
Стодола в музеї «Будинок Хакамекі», Фінляндія.

Стодолу будували осторонь від хати та інших господарських будов (з міркувань протипожежної безпеки), забезпечуючи легкий доступ до неї транспорту. Ворота робили широкими, щоб всередину міг заїхати віз, а для зручності стодолу споряджали двома воротами: в одні заїздив вантажений віз, у другі виїздив порожній. У стодолу складали зжаті снопи. У разі дощовитої осені у стодолах проводили й обмолот та віяння хліба — на майданчику, який звався тік.
У північних місцевостях, з браком сонячного світла й погожих днів, стодоли використовували для сушіння хліба, для чого в них влаштовували спеціальні снопосушарки (на Чернігівщині така сушарка називалася «о́сить»). Вона являла собою вимощену цеглою яму, у якій розкладали вогонь, з навісом чи зрубом, де зверху укладали снопи. Окрім того, снопи могли розвішувати й на вішалах — конструкціях з жердин (у великоросійських землях верхній поверх клуні і вішала називалися колосниками, потім так стали називатися ґрати для просіювання сировини чи горіння палива). Стодоли з ямними печами були поширені переважно на півдні і сході Східної Європи, а на півночі і на заході будували двоповерхові, де на першому поверсі розміщалася піч-кам'янка, а на другому розкладали снопи. На заході і північному заході Східної Європи стодоли («риги») були часто одноповерховими: у них піч і колосники розташовувалися в одному приміщенні. В Естонії стодола була суміщена з житловим приміщенням (ест. rehetare, rehielamu): до опалюваної хати (rehetuba) примикали холодна комора (kamber) і тік (rehealune). У хаті після жнив сушили снопи, в іншу пору року вона використовувалася для проживання; на току молотили зерно, в іншу пору року тримали худобу; комори використовувалися для зберігання хліба, а також для проживання в теплу пору року.
Снопи насаджувалися на колосники або гузирями догори, або навперемінно гузирями вниз і уверх. Після встановлення снопів двері на верхній ярус щільно зачиняли, а на нижньому розводили вогонь (доступ до ямної печі здійснювався через спеціальний лаз, пророблений зі сторони, протилежної входу). Паливом часто служила солома, але краще для цієї мети підходили осикові дрова. Сушіння тривало доти, поки з випускного отвору нагорі не переставав виділятися білястий дим.
Сушіння в оситі проводилося безпосередньо продуктами горіння, що створювало певні проблеми. По-перше, у димовому газі міститься вода, що випаровується під дією жару на паливо; і ця вода осаджується на снопах перш ніж вони прогріються. Для усунення цієї води потрібно витратити нову кількість палива, тому для просушування хліба в снопах необхідно в кілька разів більше палива, ніж для просушування обмолоченого зерна. По-друге, дим надає зерну і відповідно змеленому з нього борошну неприємний присмак, особливо відчутний людьми, які не звикли до її споживання; а прокопчена солома також є поганим кормом для тварин (вони поїдають її неохоче, крім того, погіршується смак молока і молочних продуктів). Вогонь треба було підтримувати таким чином, щоб полум'я підіймалося невисоко, інакше колосники могли загорітися, а зерно і солома виявитися сильно прокопченими. Для уникнення цих недоліків «димового» сушіння з першої чверті XIX ст. починають розробляти зерносушарки, що працюють з використованням гарячого повітря.
У самій стодолі або прибудовах до неї («половнях», «половниках») також могли зберігати солому й полову, яка йшла на корм худобі («токові корми»).

## У культурі
Коли закладали клуню, то під перший стовп сипали тридев'ять усяких зернин, щоб із клуні збіжжя не виводилося. На стрісі клуні часто клали старе колесо, щоб на ньому влаштували гніздо лелеки: вважалося, що це оберігає від пожежі.
Згідно з народними віруваннями східних слов'ян, стодола була місцем проживання стодольника (огуменника), одного зі злих духів, найлютішого помічника «дворового». У Росії він був відомий як овинник (від овин — «стодола»), у Білорусі — ёўнік (від ёўня — «стодола») чи асетнік (від асець — «осить»).

### Прислів'я
- В пустій стодолі й горобці не тримаються
- Клуня вкрита очеретом, Батурин В порожню клуню й миша не забіжить

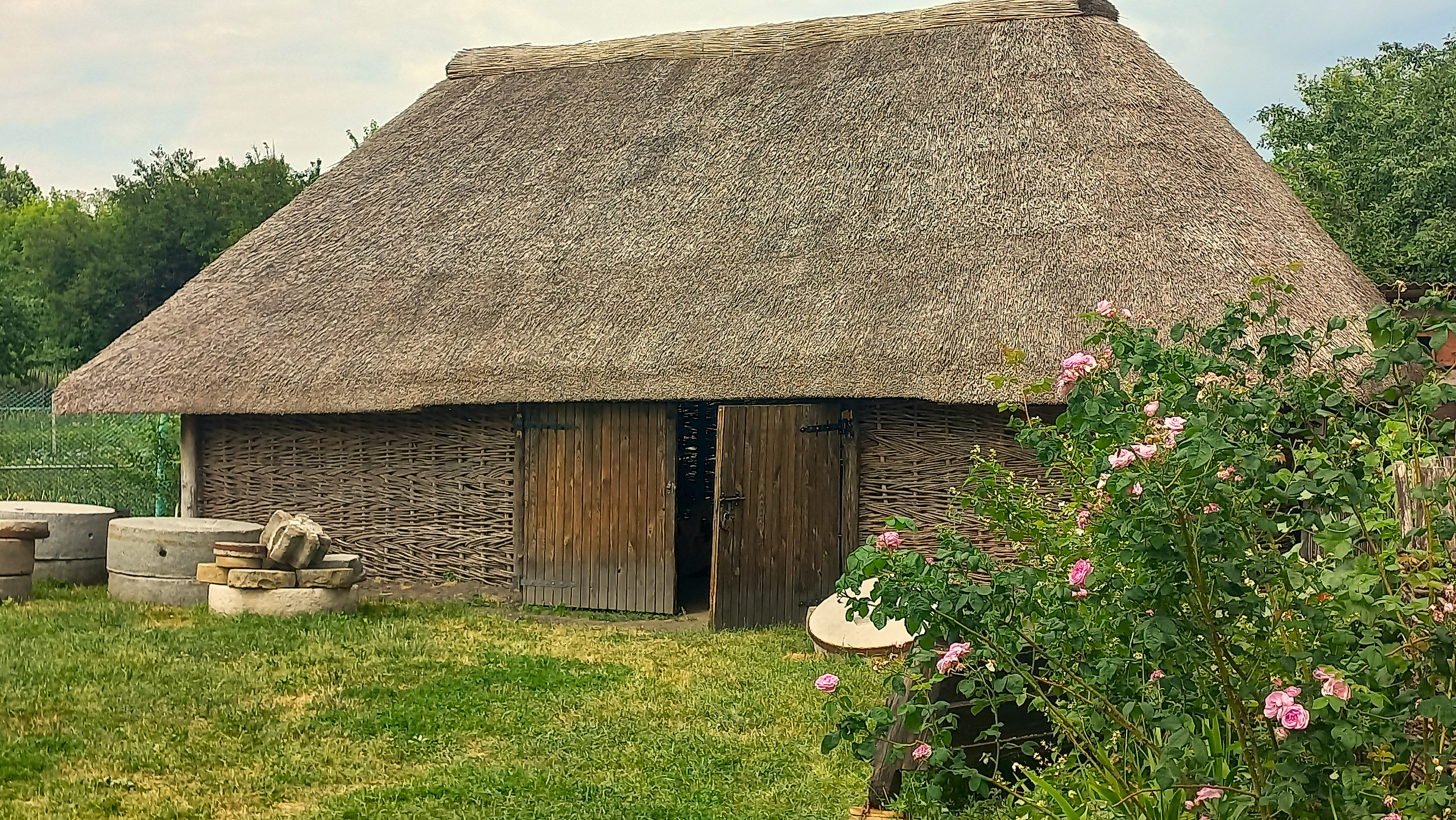
Клуня вкрита очеретом, Батурин

- Добрий квітень, мокрий май в клуні в серпні зроблять рай, (варіант із записів М. Номиса: Мокрий апріль, а сухий май, то буде в клунях рай)
- Якщо в стодолі колотиться, то в хаті веселиться, а коли тихо, то гостює лихо
- Обдирає стодоли, а покриває косцьоли
- Радій хлібові не в полі, а в стодолі
- Поки їде до клуні — дня половина, поки їде до току вечеряти пора
- Багато я маю — тільки три клуні хліба: в одній — вітер, в другій — мак, а третя стоїть так
- Як у клуні не молотять, то у хаті колотять
- Клуня палає, а підкласти соломи немає
- Порожня клуня й без покрівлі обійдеться
- В багатого кишеня, як у бідного клуня
- Стодола гори, а молотників годуй — треба зробити за будь-яку ціну (російська приказка)[16]